# Lüttgenrode
Lüttgenrode is een plaats en voormalige gemeente in de Duitse deelstaat Saksen-Anhalt, en maakt deel uit van de Landkreis Harz.
Lüttgenrode telt 728 inwoners.

## Galerij

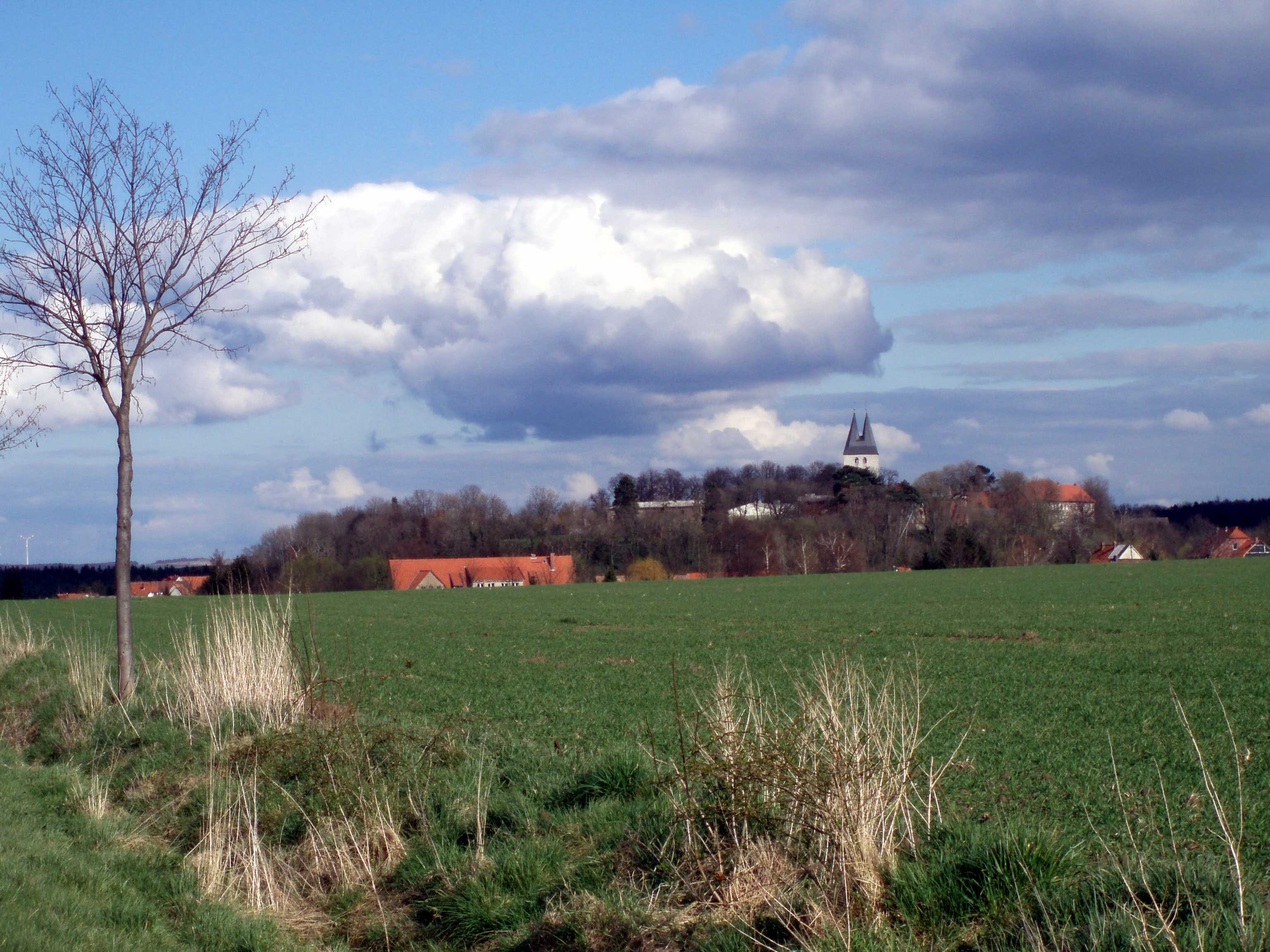
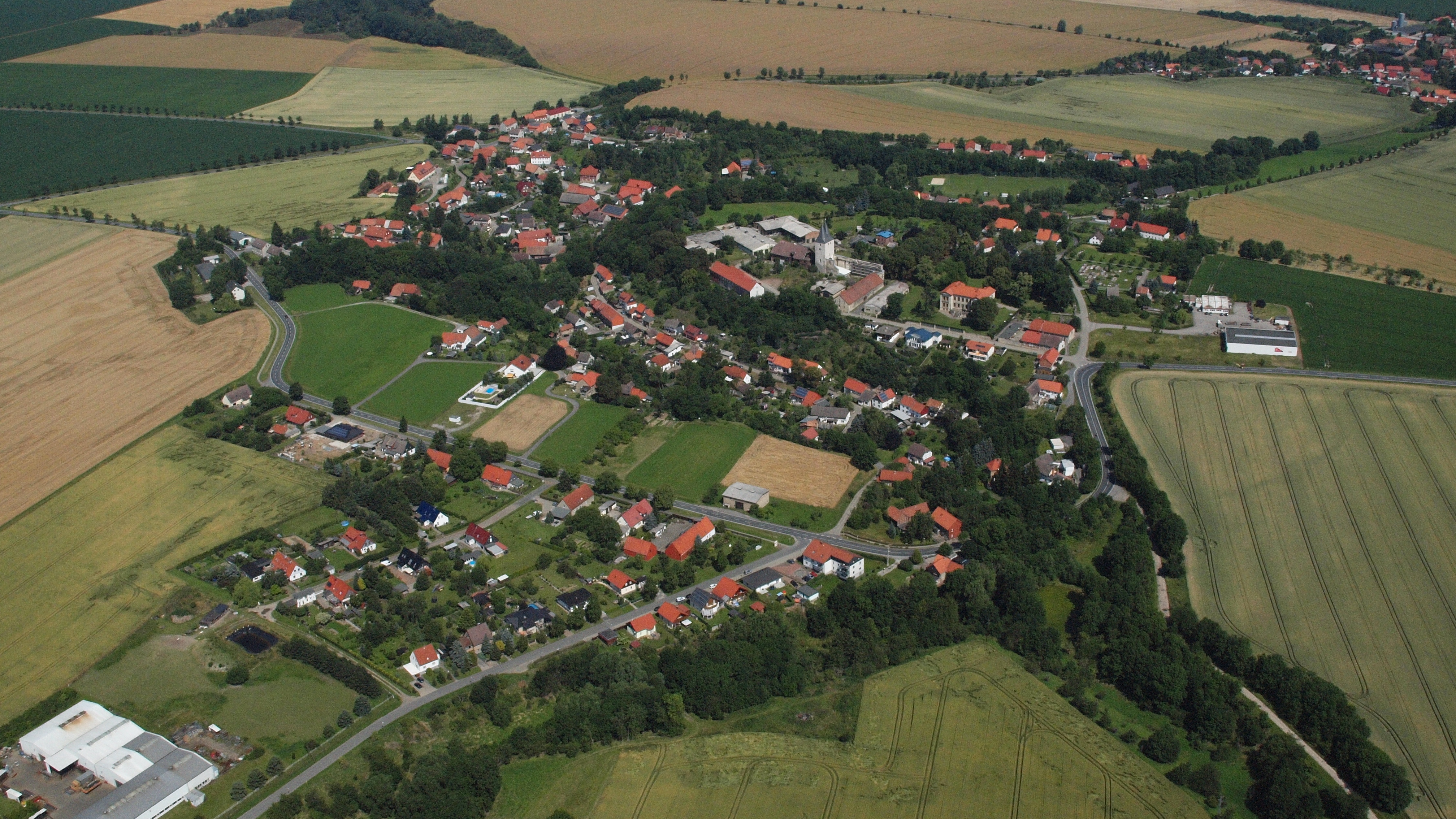
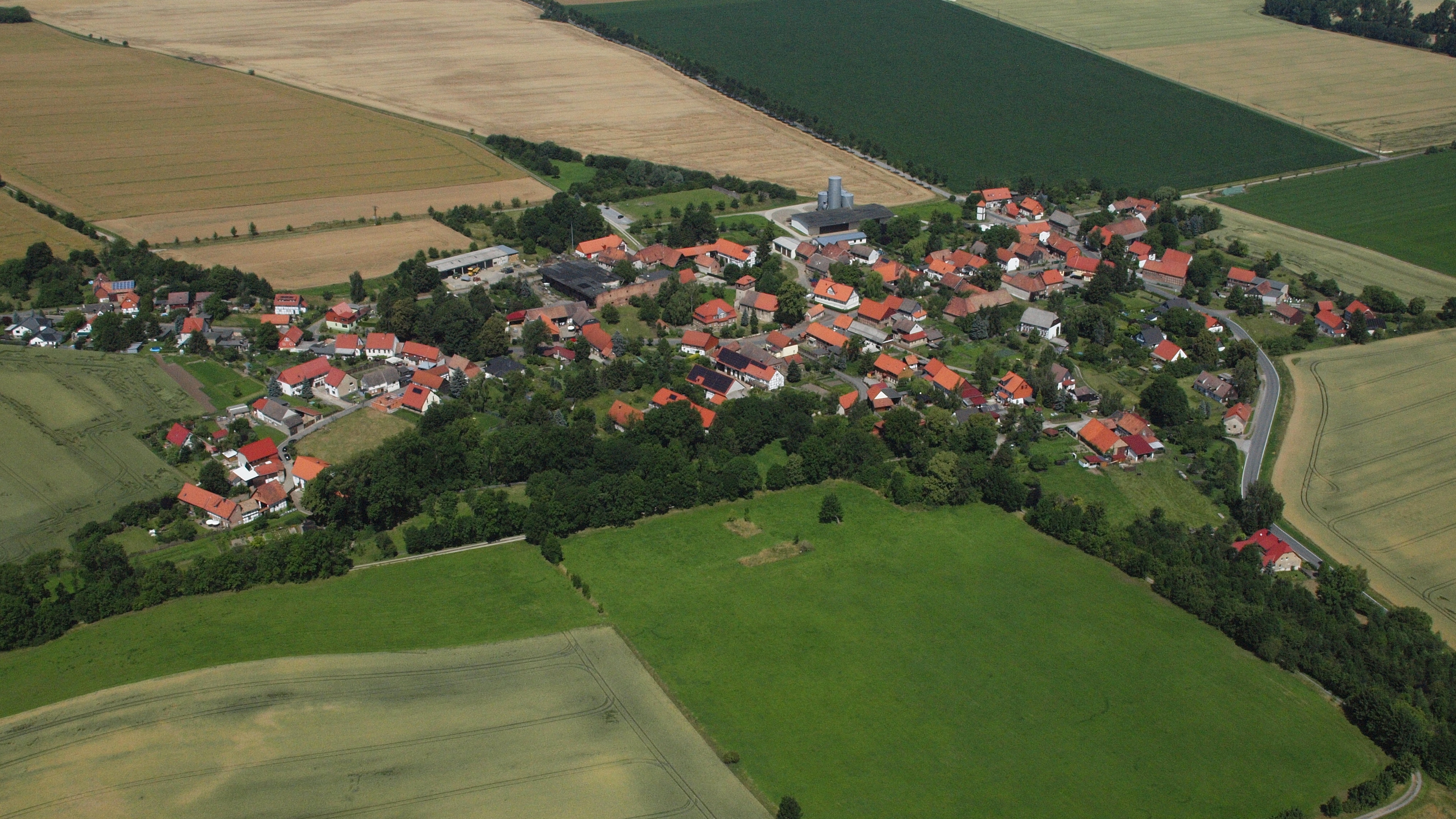
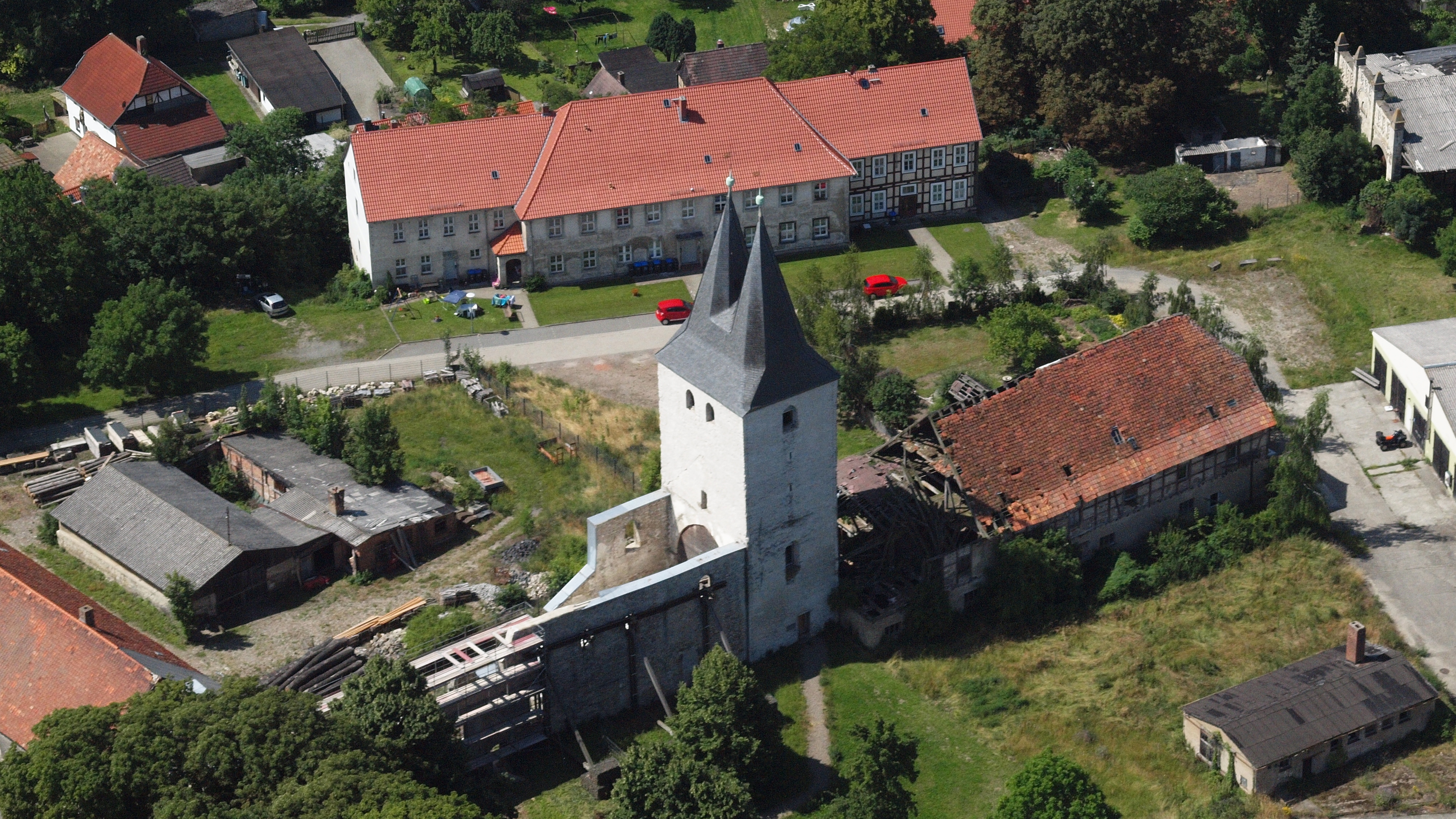